# SPYGLASS
『SPYGLASS』（スパイグラス）は、詩月カオリの1作目のミニアルバム。

## 概要
“SPYGLASS”というタイトルは日本語で「小型望遠鏡」という意味。
初回限定盤にはタイトルチューンである「Spyglass」のプロモーションビデオを収録したDVDが封入されている。
これまでのシングル表題曲やセルフカバー曲に書き下ろしの新曲を加えた全7曲が収録され、新曲の作詞は全て詩月カオリ自身が行っている。なお、シングル『Chasse』のカップリング曲「Change of heart」と、今作より1週間前にリリースされたシングル『end of refrain〜小さな始まり〜』は未収録である。

## 収録曲
1. Spyglass
  - 作詞：詩月カオリ／作曲・編曲：高瀬一矢
  - 『アニメTV』エンディングテーマ
2. Shining stars bless☆
  - 作詞：KOTOKO、詩月カオリ／作曲・編曲：井内舞子
  - メジャーデビューシングル
  - テレビアニメ『ななついろ★ドロップス』オープニングテーマ
  - 映画『Departed to the future』挿入歌
3. Chasse
  - 作詞：KOTOKO／作曲：高瀬一矢／編曲：中沢伴行、井内舞子
  - 2ndシングル。
  - テレビアニメ『ハヤテのごとく!』第3クール・エンディングテーマ
4. この空の下で
  - 作詞：詩月カオリ／作曲・編曲：井内舞子
5. Lemonade
  - 作詞：KOTOKO／作曲・編曲：高瀬一矢
  - I'veのアルバム『 SHORT CIRCUIT』に収録されている「レモネード」のセルフカバー。
6. 星の海
  - 作詞：詩月カオリ／作曲・編曲：井内舞子
  - 川田まみとC.G mixがコーラスで参加している。
7. Last song
  - 作詞：詩月カオリ／作曲：中沢伴行／編曲：中沢伴行、尾崎武士